# プエルト・ブッシュ
プエルト・ブッシュ (Puerto Busch) はボリビア共和国サンタクルス県ヘルマン・ブッシュ・プロヴィンシアにあり、東部ボリビアのパラグアイ川に面する。この名称はチャコ戦争で戦ったヘルマン・ブッシュ・ベセラを記念している。
回廊となっているディオニシオ・フォイアニーニ三角地帯と呼ばれるこの地域はチャコ戦争の後結ばれた条約によりボリビアが取得したものである。 この地域の大部分は洪水の対象となる湿原であり、先住民族のチキタノ族とアヨレオ族が疎らに住んでいる。
2004年後半の時点でプエルト・ブッシュは一部のボリビア海軍守備隊以外に誰も住んでいない。プエルト・ブッシュとプエルト・スアレスは Man Céspedes 回廊と呼ばれる140kmの道路で結ばれている。プエルト・スアレスとプエルト・ブッシュを結ぶ鉄道が計画されている。プエルト・ブッシュでは、パラグアイ川を経て最終的にボリビアと大西洋を結ぶための主要な港が建設中である。
ボリビアのこの港以外の港を使う船舶はパラグアイ川に着くにはタメンゴ運河を経てブラジル領内を通過しなければならない。